# Avenue Jef Lambeaux

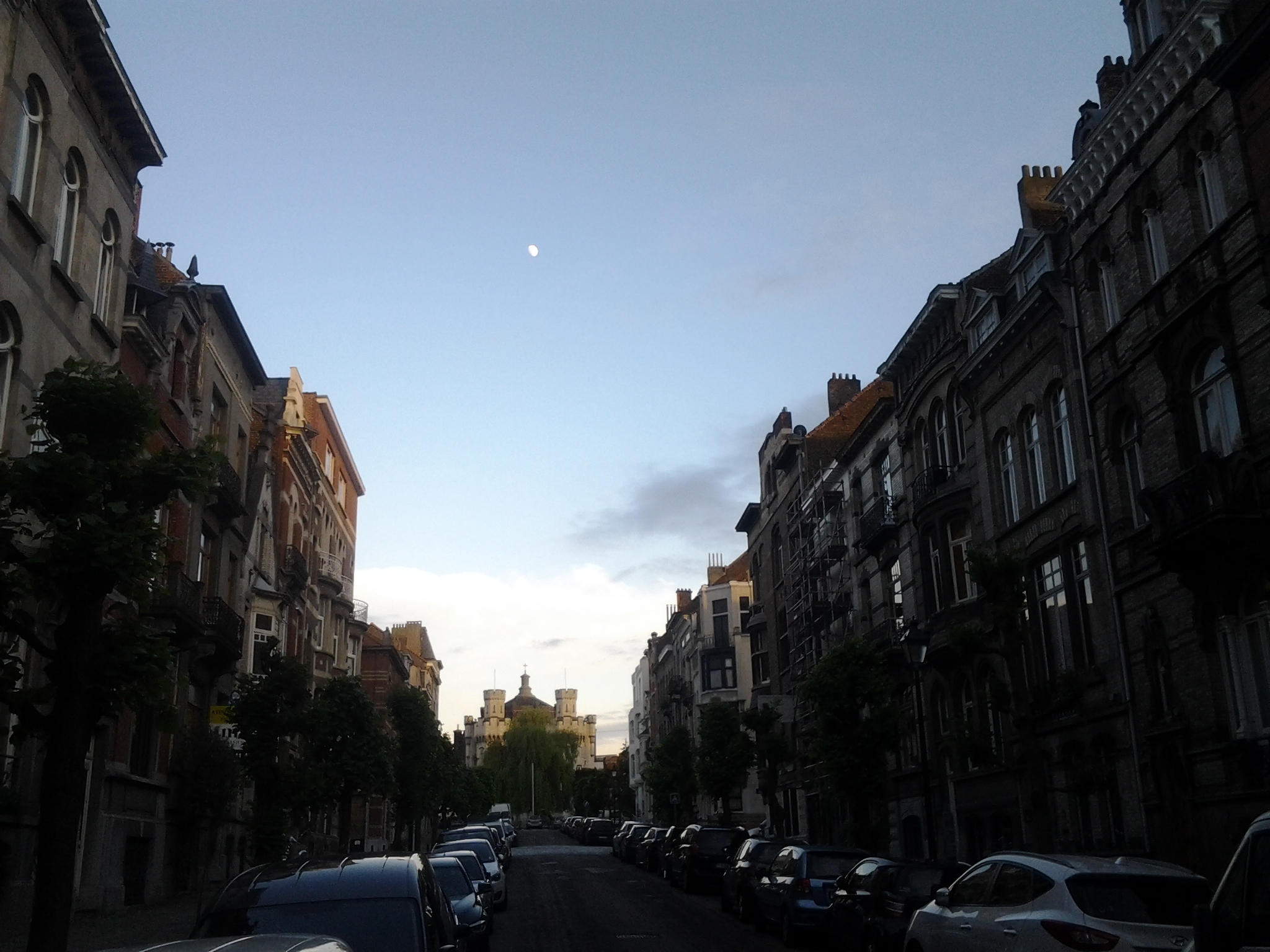
Avenue Jef Lambeaux

Pour les articles homonymes, voir Lambeaux.
L'avenue Jef Lambeaux est une avenue de Bruxelles, dans la commune de Saint-Gilles, qui s'étend de la Prison de Saint-Gilles à la maison communal de Saint-Gilles. Elle est nommée en l'honneur du sculpteur belge Jef Lambeaux.
Elle commence à l'arrière de la maison communale et se termine sur la place Antoine Delporte, une petite place semi cylindrique en face à l'entrée de la prison de Saint-Gilles, abritant en son centre un mémorial aux patriotes de la Seconde Guerre mondiale. Son patrimoine architectural du tournant du XXe siècle est préservée et présente des façades marquées par la fin du néoclassicisme, le style Beaux-Arts, l'éclectisme et l'Art nouveau. Le tout possède de nombreux détails ornementaux dont des sgraffites.

## Histoire

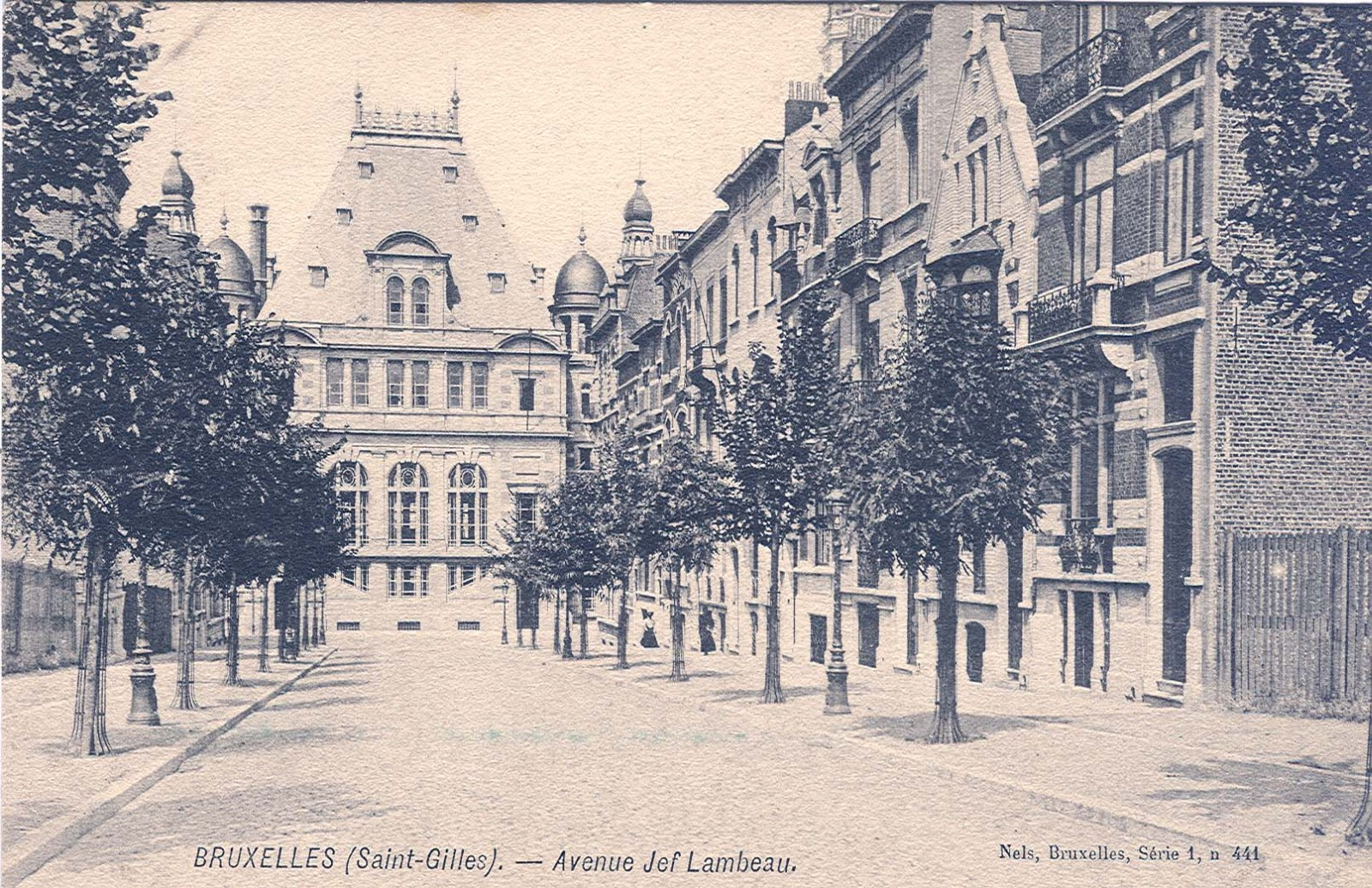
L'avenue Jef Lambeaux vers 1910

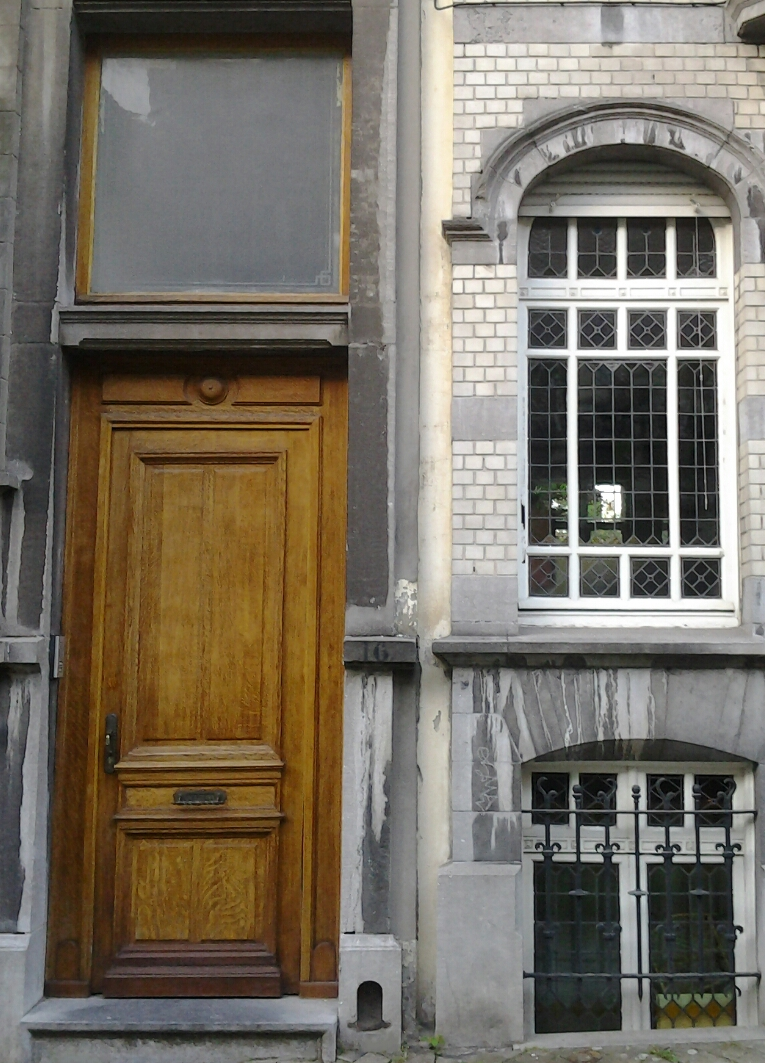
Porte d'inspiration néoclassique de 1899 et architecture éclectique.

L'avenue est établie suivant le plan d'alignement de l'AR du 27.04.1892.